# NGC 4274
NGC 4274 este o liner situată în constelația Părul Berenicei. A fost descoperită în 13 martie 1785 de către William Herschel. Se află la o distanță de 14,5 megaparseci de Pământ.